# Giuseppe Faraoni
Giuseppe Faraon (falecido em 1588) foi um prelado católico romano que serviu como bispo de Crotone (1581–1588) e bispo de Massa Lubrense (1577–1581).

## Biografia
A 9 de março de 1577, Giuseppe Faraon foi nomeado bispo de Massa Lubrense durante o papado de Gregório XIII. Mais tarde, a 26 de novembro de 1581, foi nomeado bispo de Crotone por Gregório XIII, onde serviu como bispo até à sua morte em 1588.